# Rruga shtetërore SH4
Die Rruga shtetërore SH4 (albanisch für Staatsstraße SH4) ist eine Nationalstraße in Albanien, die Durrës mit Südalbanien und Griechenland verbindet. Sie ist 215 Kilometer lang.
Die SH4 ist Teil des Nord-Süd-Korridors, welcher Han i Hotit an der albanisch-montenegrinischen Grenze mit Kakavija an der albanisch-griechischen Grenze verbindet und Teil der adriatisch-ionischen Autobahn ist. Zusätzlich ist das Teilstück zwischen Durrës und Fier auch ein Teil des Paneuropäischen Verkehrskorridors VIII.

## Streckenverlauf
Die SH4 beginnt in Durrës als Fortsetzung der SH2. Zuerst ist sie die Hauptstraße des Badeorts Durrës Plazh. Nach rund vier Kilometern am südlichen Stadtrand bei Plepa bildet sie die Fortsetzung der SH85, die den Durchgangsverkehr um Durrës herumleitet.
In der Folge führt sie als vierspurige Autobahn zuerst entlang der Küste, dann im flachen Hinterland über Kavaja nach Rrogozhina, wo die SH7 nach Elbasan abzweigt. Über Lushnja wird schließlich Fier erreicht. Seit 2020 wird der Ort in einem großen Bogen westlich umfahren.
In der Nähe von Levan zweigt die SH4 von der Strecke nach Vlora (Autobahn A2) ab und führt auf einer Neubaustrecke entlang der Vjosa als zweispurige Schnellstraße bis Damës beziehungsweise zukünftig bis Tepelena. Ab Tepelena führt die SH4 entlang dem Fluss Drino nach Gjirokastra und von dort durch den Dropull zur albanisch-griechischen Grenze bei Kakavija beziehungsweise Ktismata (Griechenland).
Vor der Fertigstellung der Neubaustrecke zwischen Levan und Damës führte die SH4 von Fier über Ballsh und durch das Hügelland Mallakastra in das Tal der Vjosa bei Damës. Wegen der Streckenführung über viele kleine Pässe war ein Ausbau der bestehenden Straße auf diesem Teilstück nicht möglich. Bis zur Eröffnung der Umfahrung führte die SH4 zudem durch Fier (östliche Umfahrung der Innenstadt).

## Ausbaustand

### Durrës – Rrogozhina
Die ersten rund vier Kilometer führen als teilweise verkehrsberuhigte Straße durch den Badeort Durrës Plazh bis Plepa, wo die SH56 abzweigt. 
Das 28 Kilometer lange Teilstück zwischen Durrës-Plepa und Rrogozhina wurde in den Jahren 2010 bis 2012 von einer zweispurigen Schnellstraße (Superstrada) zu einer kreuzungsfreien Autobahn mit vier Fahrspuren (Autostrada) ausgebaut. Bei Rrogozhina zweigt an einem Kreisverkehr die SH7 ab.

### Rrogozhina – Lushnja
Der Abschnitt zwischen Rrogozhina und Lushnja führt am Rande der Myzeqe-Ebene über ca. 19 Kilometer auf einer richtungsgetrennten autobahnähnlichen Straße mit vier Fahrspuren (Autostrada). Bei Lushnja umgeht sie die Stadt im Westen, Südwesten und Süden. Dabei bildet sie die Umfahrungsautobahn von Lushnja (alb. Unaza e Lushnjës), eine der ersten Umfahrungsautobahnen in Albanien überhaupt.
Sie ist nicht durchgängig mit einer hohen Geschwindigkeit befahrbar, da die Schnellstraße bei den Anschlüssen anstelle von höhenfreien Kreuzungen über Kreisverkehre verfügt. Es fehlt zudem eine Parallelstrecke für den Langsamverkehr.

### Lushnja – Fier

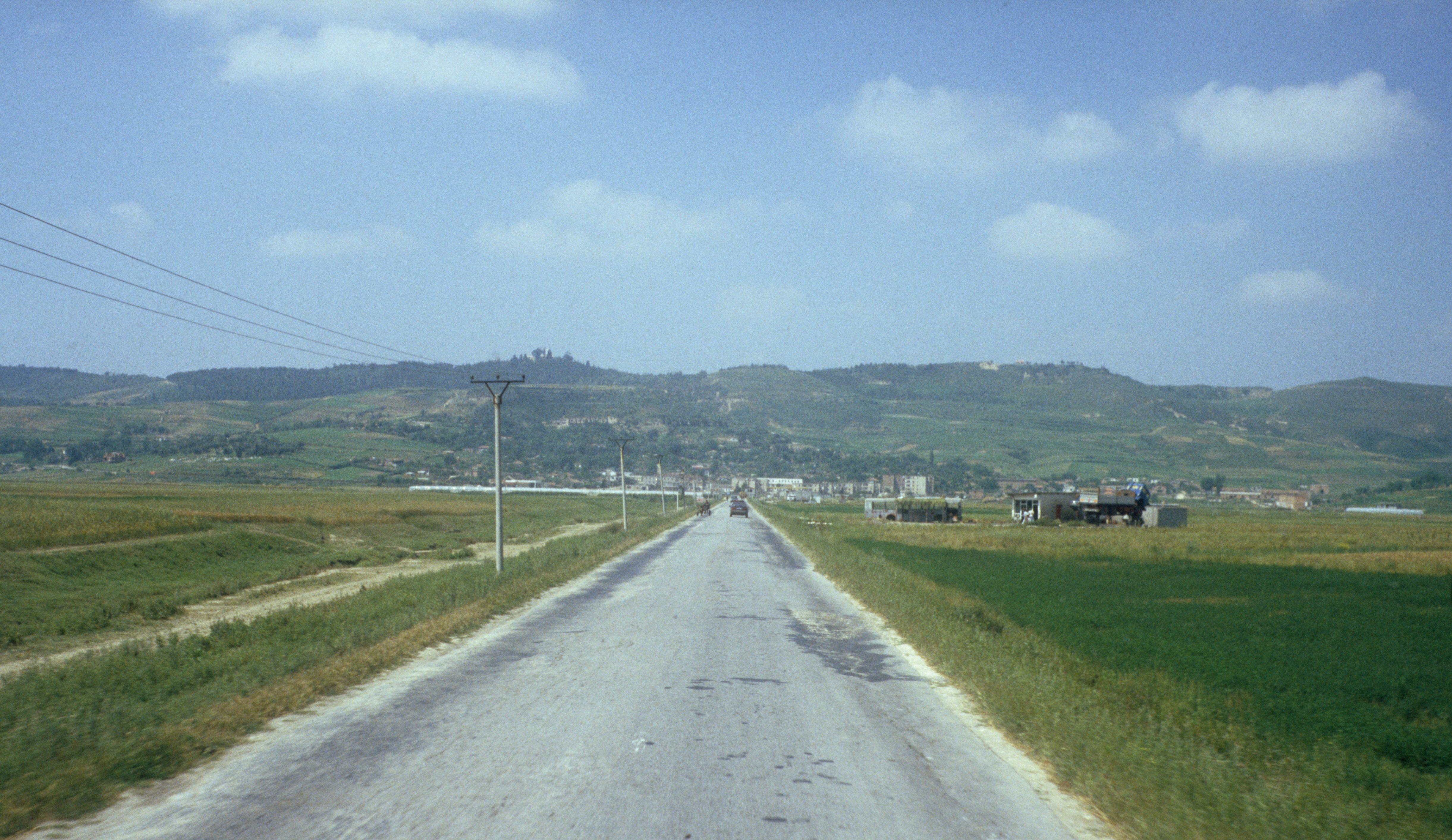
Die Straße im Mai 1998 zwischen Lushnja und Fier vor dem Ausbau

Im weiteren Verlauf bis kurz vor Fier ist die SH4 ebenfalls als Autostradë ausgebaut, verfügt aber auch hier anstelle von höhenfreien Kreuzungen über Kreisverkehre (genau wie Rrogozhina-Lushnja) und normale Kreuzungen. Bei Mbrostar wenige Kilometer nördlich von Fier endete bis 2020 die ausgebaute Straße.
Vier So-da-Brücken zeugen von nie realisierten Anschlüssen und Überführungen von Lokalstraßen in diesem Abschnitt.

### Umfahrung von Fier
2020 wurde die Umfahrung von Fier eröffnet. Das 22 Kilometer lange Teilstück ist als Autobahn ausgebaut und findet südlich in der Autobahn A2 seine Fortsetzung. Damit entfällt die Durchfahrt durch die Stadt und die enge, kurvenreiche Straße nach Levan. 
Der Projektentwurf der Umfahrungsstraße von Fier und Levan wurde 2011 abgeschlossen. Die geplanten Kosten betrugen 30 Millionen Euro. Finanziert wurde das Projekt teils von der Europäischen Investitionsbank und teils von der Europäischen Bank für Wiederaufbau und Entwicklung. Das prognostizierte Bauende war ursprünglich 2012, mit den ersten Arbeiten wurde aber erst im Sommer 2013 begonnen, weil es im Zusammenhang mit der Auftragsverteilung zu Klagen gekommen war. 2017 kam es zu einem erneuten Unterbruch bei den Arbeiten, weil die italienische Baufirma, die die Ausschreibung zu sehr tiefen Preisen gewonnen hatte, Konkurs gegangen war.

### Levan – Tepelena

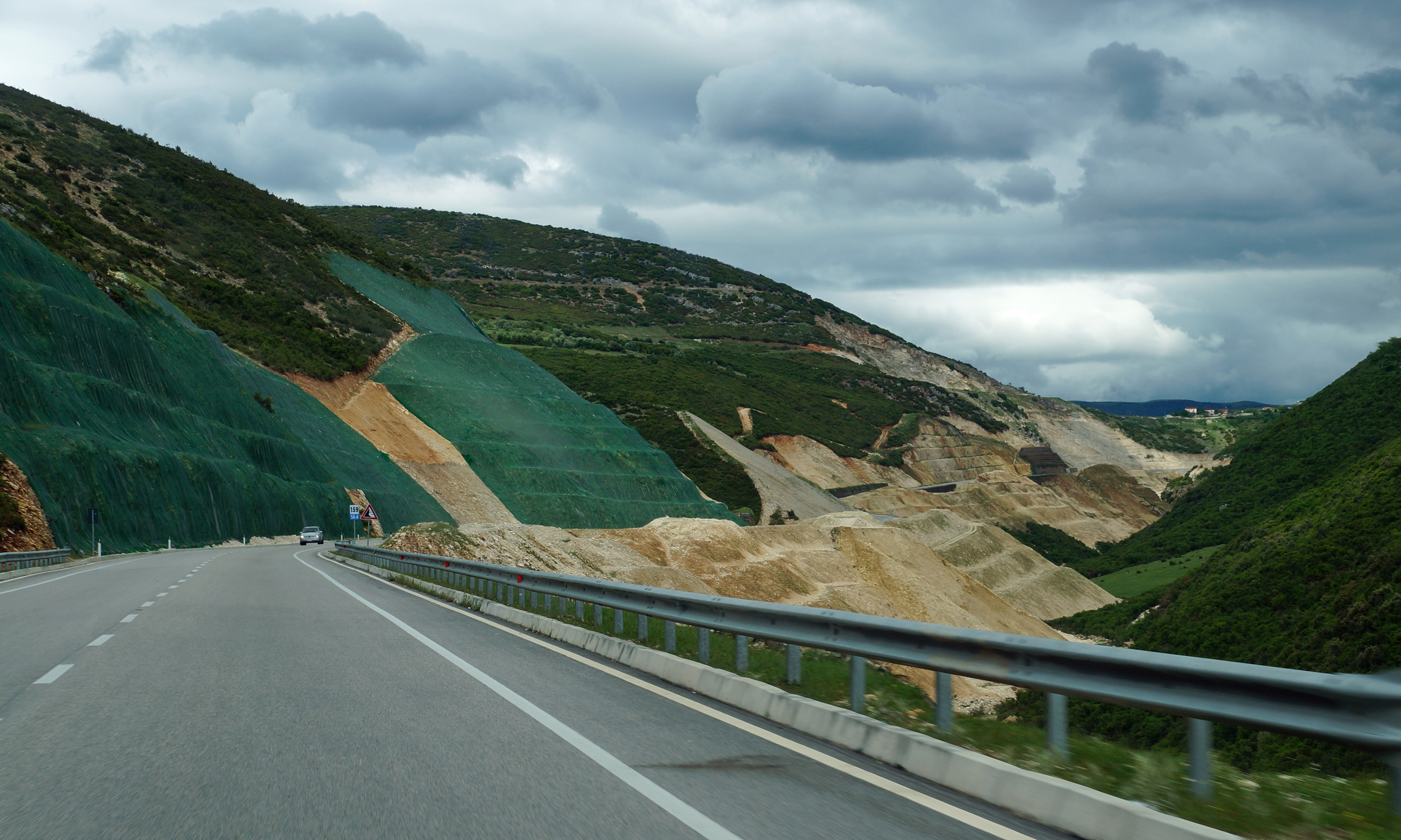
Neubaustrecke zwischen Levan und Memaliaj im Süden der Mallakastra

Dieser Abschnitt ist 71 Kilometer lang. Eine neue Streckenführung erleichtert die Reise nach Südalbanien deutlich: Im Vergleich zur alten kurvenreiche Straße über Patos und Ballsh mit vielen kleinen Pässen ist die Neubaustrecke 22 Kilometer kürzer. Die Fahrzeit zwischen Fier und Tepelena reduzierte sich dadurch drastisch auf weniger als eine Stunde.
Seit dem 2. August 2012 führt die SH4 als zweispurige Schnellstraße (Superstrada) von Levan (Autobahnanschluss) durch die ländliche Gegend der Mallakastra nach Tepelena, streckenweise entlang dem Lauf der Vjosa, später dann durch die Hügellandschaft. Die Neubaustrecke endete zunächst bei Damës. Im August 2017 war die SH4 bis Tepelena bis auf wenige Kilometer nördlich der Stadt als Schnellstraße fertiggestellt. Die Kosten für diesen Abschnitt beliefen sich bereits 2015 auf über 60 Millionen Euro. Die Gesamtkosten werden mit rund 70 Millionen Euro angegeben und die Trasse besitzt viele Kunstbauten, unter anderem 15 Brücken.
Die albanische Superstrada unterscheidet sich von Schnellstraßen in westeuropäischen Ländern. Der Streckenabschnitt wird sehr oft von Nebenstraße gekreuzt; an Kreuzungen wird die Höchstgeschwindigkeit auf 60 km/h begrenzt. Bei den Tankstellen, die ohne Auf- und Abfahrten angebaut sind, gilt gar nur 50 km/h.

### Tepelena – Griechenland
Ab Tepelena ist die SH4 bis Kakavija an der griechischen Grenze bereits als zweispurige Schnellstraße (Superstrada) ausgebaut. Ausnahmen bilden die Stadtdurchfahrten von Tepelena und Gjirokastra. Die Umfahrung von Tepelena wurde 2019/20 erneuert und erweitert, ist aber immer noch zweispurig.

Zwischen Tepelena und Gjirokastra geht die neue, direkte Verbindung nach Saranda mit dem Skërfica-Tunnel als Herzstück ab. in Jorgucat südlich von Gjirokastra zweigt die alte Verbindung nach Saranda über den Qafa e Muzinës ab.

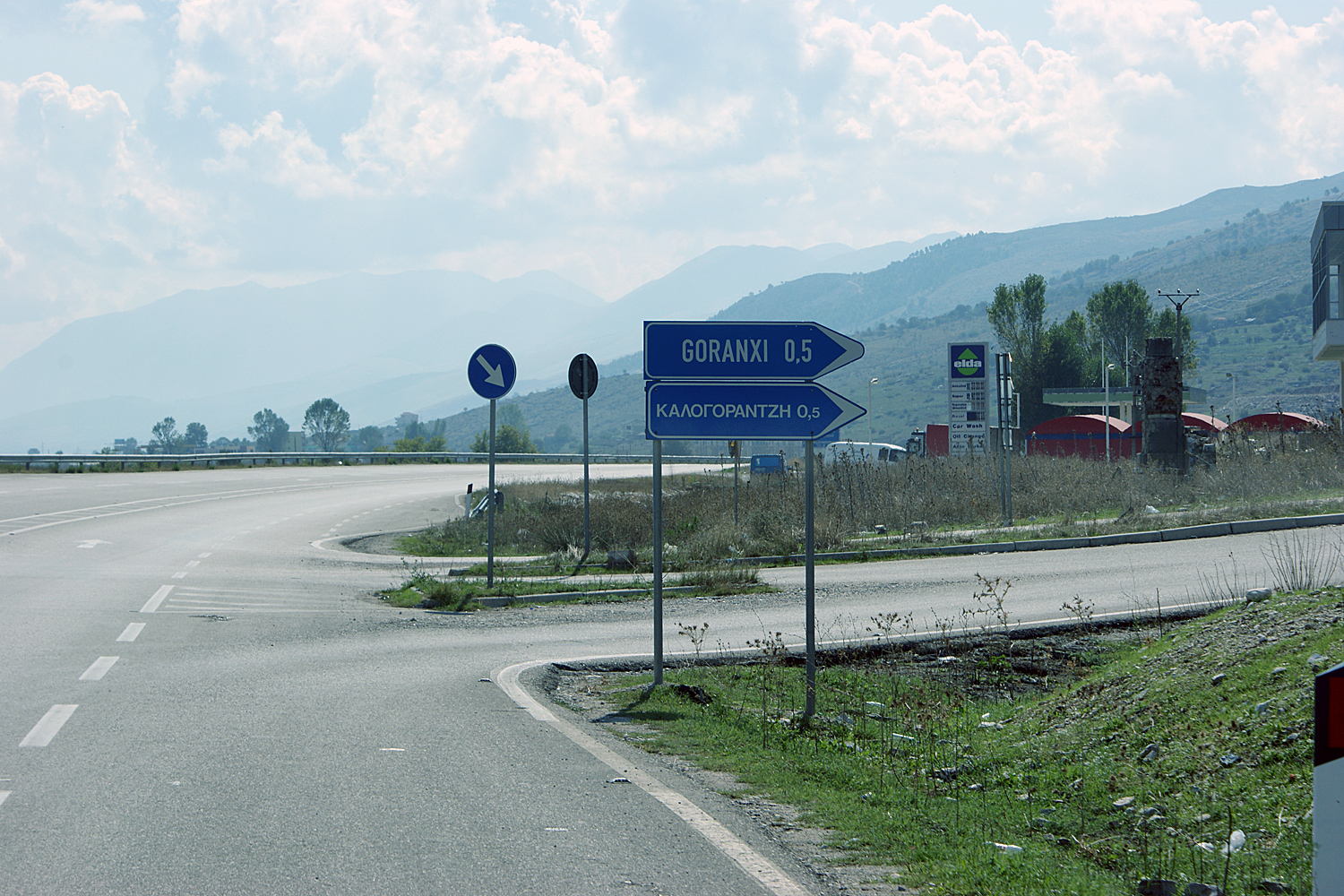
Zweisprachiges Straßenschild südlich von Gjirokastra

Die Strecke von Gjirokastra (29 Kilometer) ist eine der Straßen Albaniens, die als erste ausgebaut worden war. Das Projekt wurde 1997 zwischen Albanien und Griechenland vereinbart, die Bauarbeiten waren 2001 vollendet. Der Ausbau der Straße wurde damals von vielen als Ausdehnung des griechischen Straßennetzes auf albanisches Gebiet betrachtet oder als „Schnellstraße gebaut von Griechen für Griechen“ (Dimitris Dalakoglou) Die Straße zieht sich am westlichen Rand des flachen Talbodens nach Süden ohne Durchfahrten durch die Dörfer am Hangfuß. Da die SH4 südlich von Gjirokastra durch den Dropull mit einer großen griechischen Minderheit führt, sind die Straßenschilder in diesem Bereich zweisprachig, also albanisch und griechisch.

## Zukunft
Mit dem weiteren Ausbau der griechischen Autobahn 5 beziehungsweise der kompletten adriatisch-ionischen Autobahn wird erwartet, dass auch der Rest der SH4 Stück für Stück zur Autobahn ausgebaut wird und noch bestehende Ortsdurchfahrten umgangen werden.
Ein erster Schritt ist bereits in der Planung. Zwischen Kavaja (Luz i Vogël) und Fier soll der Ausbau zur kreuzungsfreien Autobahn erfolgen. Ein Konzessionär wird den Ausbau für 320 Millionen Euro vornehmen, dafür während 35 Jahren auf der Strecke eine Maut einfordern dürfen.